# Saint-Pol-de-Léon
Saint-Pol-de-Léon (bretonsko Kastell Paol) je naselje in občina v severozahodnem francoskem departmaju Finistère regije Bretanje. Naselje je leta 2008 imelo 7.038 prebivalcev.

## Geografija
Kraj leži v pokrajini Pays de Léon ob zalivu Baie de Morlaix, 58 km severovzhodno od Bresta.

## Uprava
Saint-Pol-de-Léon je sedež istoimenskega kantona, v katerega so poleg njegove vključene še občine Île-de-Batz / Enez-Vaz, Mespaul / Mespaol, Plouénan / Plouenan, Plougoulm / Plougouloum, Roscoff / Rosko, Santec / Santeg in Sibiril / Sibirill z 19.264 prebivalci.
Kanton Saint-Pol-de-Léon je sestavni del okrožja Morlaix.

## Zgodovina
Občina je poimenovana po enem od sedmih škofov ustanoviteljev Bretonije sv. Pavlu Avrelijanu. Škofija sv. Pavla s sedežem v Saint-Polu je bila ustanovljena v 6. stoletju, ukinjena s francosko revolucijo in konkordatom 1801, ko je njeno ozemlje pripadlo škofiji Quimperja in Léona s sedežem v Quimperju. V času stoletne vojne oz. vojne za bretonsko nasledstvo je pri Saint-Polu 9. junija 1346 angleško-bretonska vojska pod poveljstvom viteza Thomasa Dagwortha porazila vojsko Karla I. vojvoda bretonskega, ki je imel podporo francoskega kralja Filipa VI..
V času druge svetovne vojne je bil na obali zgrajen del Atlantskega zidu. Julija 1944 so Nemci po zajetju ubili 18 članov odporniške mreže "Centurie-O.C.M.". Dvodnevno osvobajanje kraja 4. in 5. avgusta 1944 je zahtevalo 26 smrtnih žrtev med prebivalstvom, vključno z županom.

## Zanimivosti
|  |  |

- Katedrala sv. Pavla Avrelijana, zgrajena v pretežno gotskem slogu (12. do 16. stoletje), francoski zgodovinski spomenik,
- gotska kapela Notre-Dame du Kreisker iz 14. in 15. stoletja, zgodovinski spomenik,
- cerkev sv. Petra iz 14. do 18. stoletja, zgodovinski spomenik,
- grad s parkom Château de Kernevez,

## Pobratena mesta
- Penarth (Wales, Združeno kraljestvo),
- Vechta (Spodnja Saška, Nemčija).